# Gärde, Krokoms kommun
Se även Gärde.
Gärde (jämtska: Jale) är en by vid Gärdesjön i Offerdals distrikt (Offerdals socken) i Krokoms kommun, Jämtlands län.
Nedanför byn, vid Gärdesån, finns 7 000 år gamla hällristningar. Gärde omnämns första gången år 1553, då där bodde en man med namnet Olaff Eriksson. Bynamnet är identiskt med ordet gärde, det vill säga inhägnad mark. Byn är högt belägen och har under historien präglats av jordbruksnäringen.
Byn är belägen längs vägen från Valla och Tångeråsen mot Gräslotten och Djupsjön i Alsen. Byalaget i Gärde, Tångeråsen och Valla driver en friluftsteater vid Gärdesån.